# Austin Leigh
Austin Leigh foi um ator britânico de cinema e teatro.

## Filmografia selecionada
- Brigadier Gerard (1915)
- Beau Brocade (1916)
- The Temptress (1920)
- Adventures of Captain Kettle (1922)
- Old Bill Through the Ages (1924)
- Bulldog Drummond's Third Round (1925)